# Réserve biologique dirigée des Merdassiers et du Nant Pareux
Ne doit pas être confondu avec Réserve biologique intégrale des Merdassiers Nant Pareux.
La réserve biologique dirigée des Merdassiers et du Nant Pareux est une aire protégée de France ayant le statut de réserve biologique dirigée. Elle se trouve dans la partie orientale de la chaîne des Aravis, au pied du Treu, des Trois Aiguilles, de la tête de l'Aulp, de la Rouelle et de la Goenne, au nord du col de l'Arpettaz, dans le haut du vallon du Flon, torrent affluent de l'Arly. Elle mesure 75 hectares de superficie sur les communes d'Ugine et de Saint-Nicolas-la-Chapelle en Savoie. Le territoire qu'elle couvre est intimement imbriqué avec celui de la réserve biologique intégrale des Merdassiers Nant Pareux.